# Châlons-en-Champagne
Châlons-en-Champagne [šálonzan šampaň], dříve Châlons-sur-Marne, je francouzské město v kraji Champagne, v departementu Marne a v regionu Grand Est. Historické jádro leží mezi řekou Marne a jejími rameny Mau a Nau v rovinaté, úrodné a převážně zemědělské krajině. Město s bohatou historií a řadou historických památek je sídlem několika vyšších škol a biskupství. Dominantou města je kostel Notre-Dame-en-Vaux.

## Historie
Místo bylo osídleno už v neolitu, v římském Catalaunum byla od 3. století jízdní posádka. V první bitvě na Katalaunských polích (241) porazil císař Aurelianus galského vzdorocísaře Tetrica a vrátil Gallii pod římskou vládu, ve druhé bitvě v roce 451 zastavil římský vojevůdce Aetius postup hunského krále Attily na západ. V letech 320-350 tu misionář svatý Memmius kázal křesťanství a stal se patrně prvním biskupem.

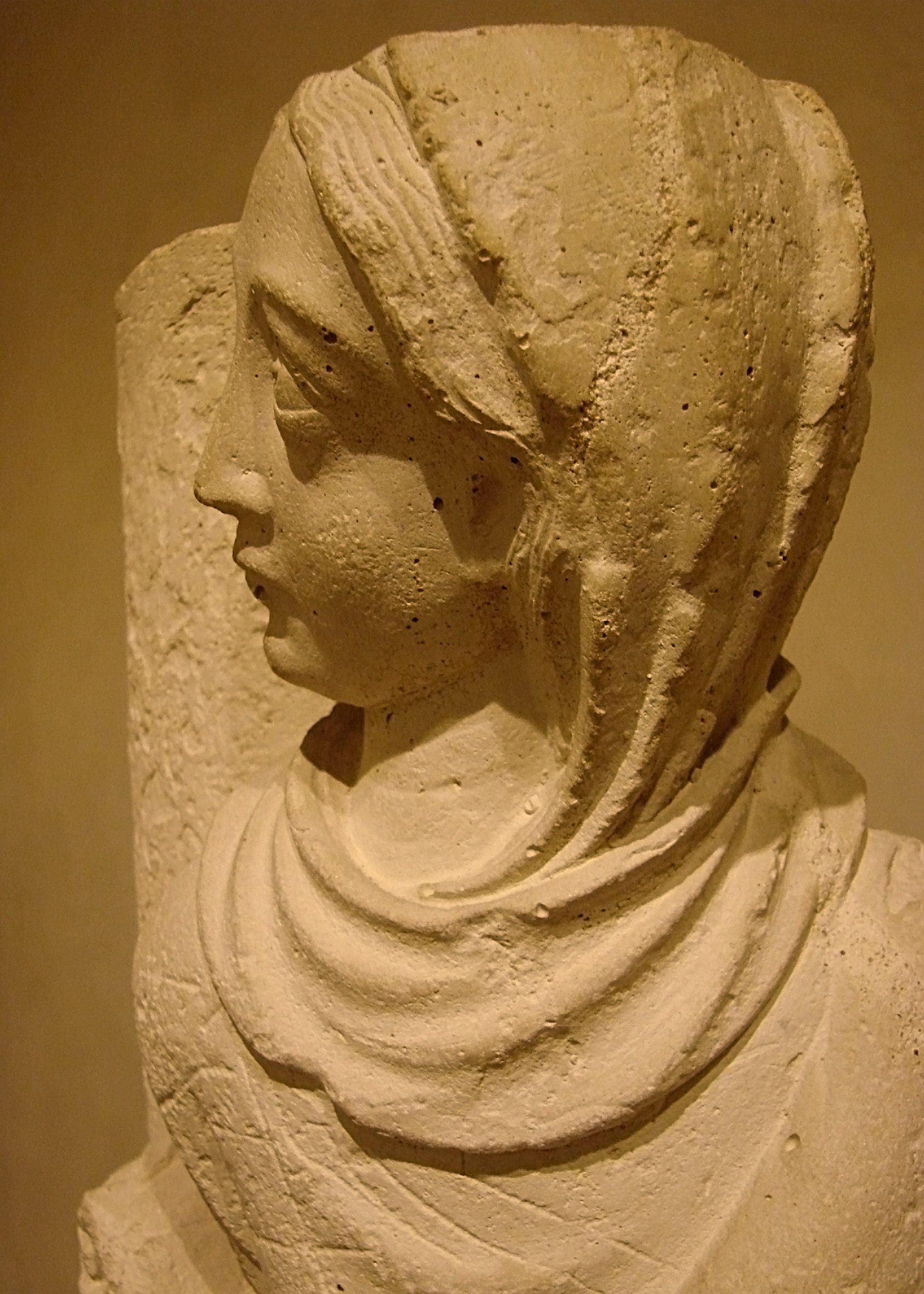
ND-en-Vaux, křížová chodba: Vdova ze Sarepty (po 1150)

Počátkem 11. století bylo obnoveno opatství svatého Petra a založen klášter Všech svatých, roku 1114 vydal biskup Guillaume de Champeaux veřejnou listinu, která se považuje za zakládací listinu vinařství v kraji Champagne. V polovině 12. století vznikly vrcholné románsko-gotické stavby, z nichž se zachoval kostel Notre-Dame-en-Vaux s bohatě vyzdobenou křížovou chodbou a několik barevných vitráží. Město o rozloze asi 103 ha dostalo kamenné hradby se čtyřmi branami, ale skutečnost, že mu vládli biskupové, brzdila hospodářský růst a omezovala možnosti měšťanů. Teprve počátkem 15. století se za delší nepřítomnosti biskupa měšťané domohli samosprávy. Od 12. století tu kvetlo soukenictví a zpracování kůží, zemědělství však zůstalo dominantním odvětvím hospodářství až do moderní doby. V období zhruba od roku 1120-1320 vzniklo celkem 15 kostelů, dvě opatství, čtyři kláštery a nejméně sedm špitálů, zejména díky bohatství zdejších soukeníků.
Za náboženských válek v 16. století zachovalo město přísnou loajalitu vůči králům a díky jejich přízni zažilo další období prosperity a růstu. V tomto období byla dokončena přestavba katedrály, vznikla mimořádná galerie okenních vitráží a řada paláců i měšťanských domů. Byl rozšířen a přestavěn hlavní městský špitál (Hotel-Dieu), k němuž bylo roku 1606 připojeno i dalších 12 menších špitálů uvnitř hradeb a 5 za hradbami. V 19. století měl hlavní špitál 40 míst pro muže, 60 míst pro ženy a 90 míst pro děti, o něž se staralo 11 nemocničních sester, 28 hospodyň, lékař a chirurg s pomocníky. V této podobě fungoval špitál až do druhé světové války, kdy byl zničen bombardováním.
Roku 1806 byla založena "Císařská škola umění a řemesel", dnes prestižní inženýrská škola ENSAM, součást konsorcia ParisTech. Roku 1856 zřídil Napoleon III. blízko města vojenský prostor, Camp de Châlons. Město obsadilo pruské vojsko roku 1870 a roku 1914 německé vojsko, které vyžadovalo výpalné 30 milionů franků; biskup Tisserand je usmlouval na půl milionu. Během okupace zmizelo ze sklepů za řekou 50 tisíc lahví šampaňského.
10. června 1940 při náletu Luftwaffe zahynulo asi 70 osob a roku 1944 město bombardovali Američané. V 70. letech se začalo plošně bourat staré město, pro odpor občanů však byla akce zastavena. Roku 1997 se město rozhodlo nahradit novověké označení Châlons-sur-Marne historickým názvem Châlons-en-Champagne.

## Doprava
Châlons má mezinárodní letiště Châlons-Vatry, západními předměstími prochází dálnice A 26. Od roku 1849 je město připojeno na železnicí, jízda do Paříže trvá 1°32 min., vlakem TGV hodinu. Městskou dopravu zajišťuje osm autobusových linek a šest linek příměstských.

## Pamětihodnosti
- Kapitulní kostel Panny Marie Notre-Dame en Vaux z let 1157-1260 je trojlodní románsko-gotická katedrála se dvěma věžemi po stranách presbytáře, s velmi starou kryptou, s vitrážemi a varhanami ze 16. století. Ke kostelu přiléhá bohatě vyzdobená křížová chodba s dvojitými sloupky, hlavicemi a mimořádně živými figurálními plastikami. Za revoluce byla těžce poškozena, následně citlivě obnovena.

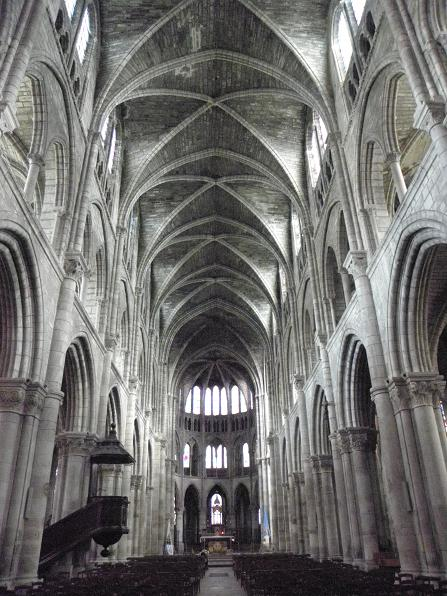
Interiér
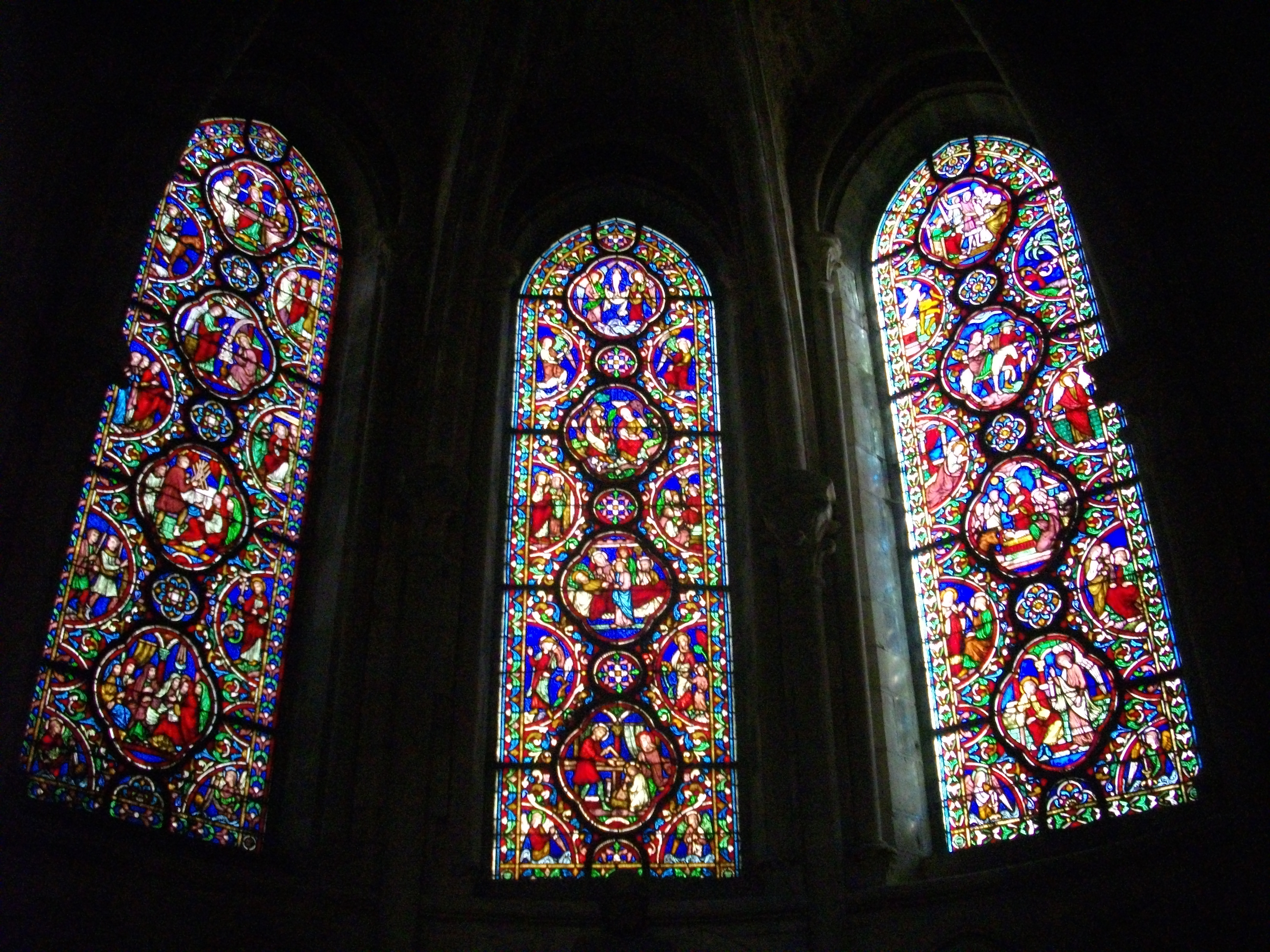
Vitráž (1509)
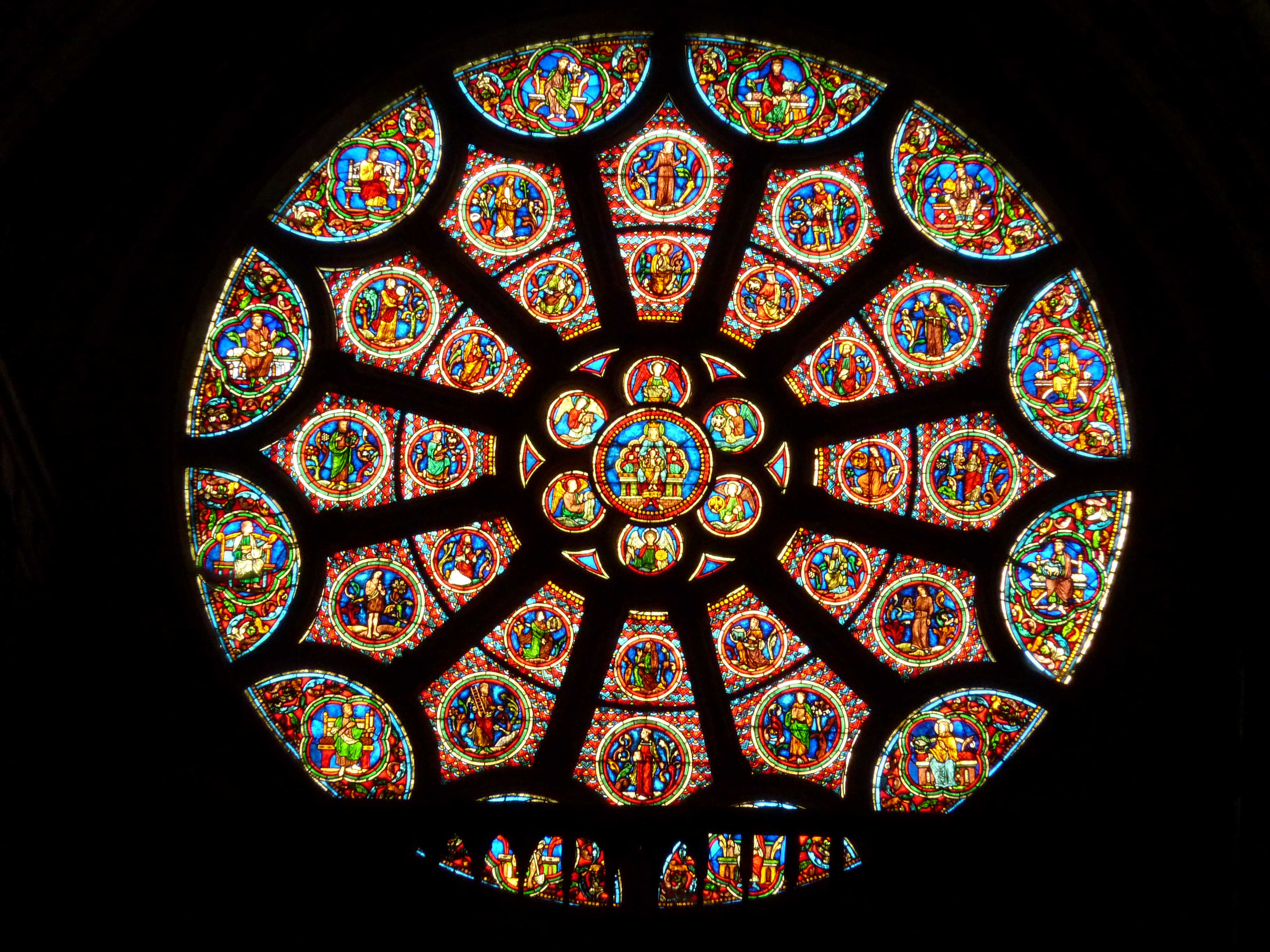
Růžice (kolem1500)
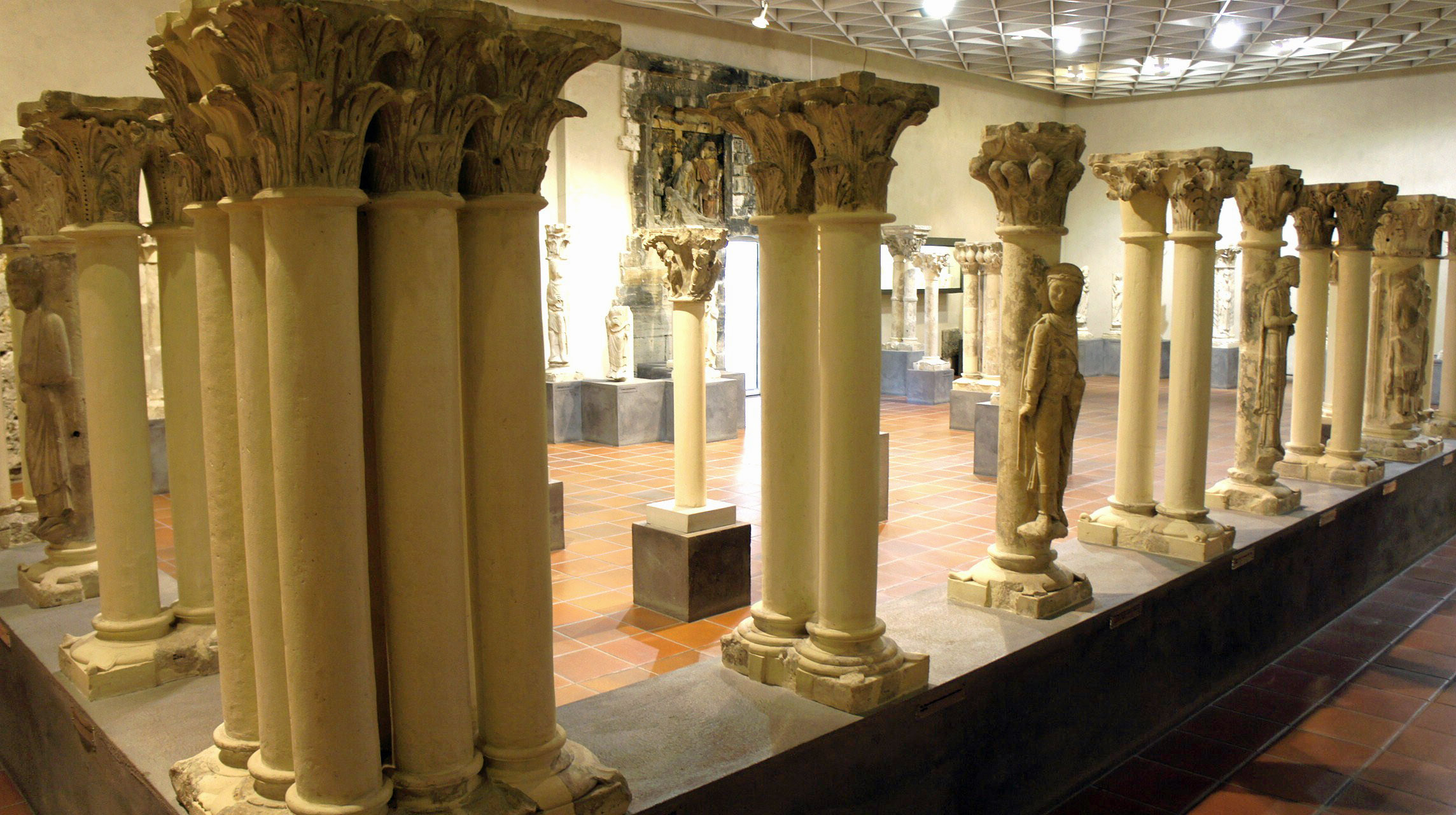
Křížová chodba (po 1157)

- Katedrála svatého Štěpána je trojlodní gotická basilika s ochozem a věncem kaplí, s pozůstatky předchozí románské stavby a patrně na místě starověkého chrámu. Současnou podobu dostala na přelomu 15. a 16. století v pozdně gotickém,"flamboajantním" slohu.

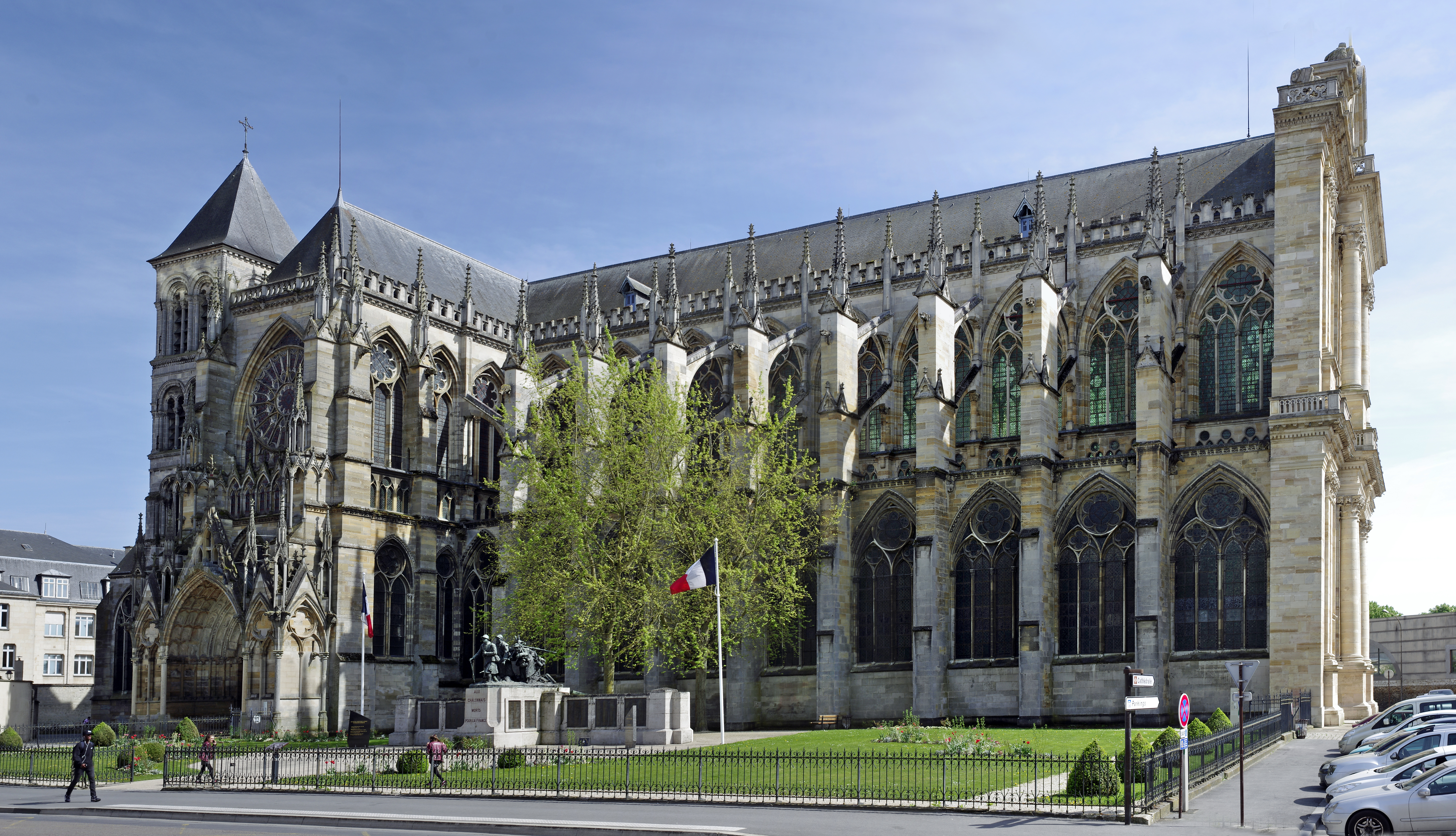
Katedrála sv. Štěpána od SZ
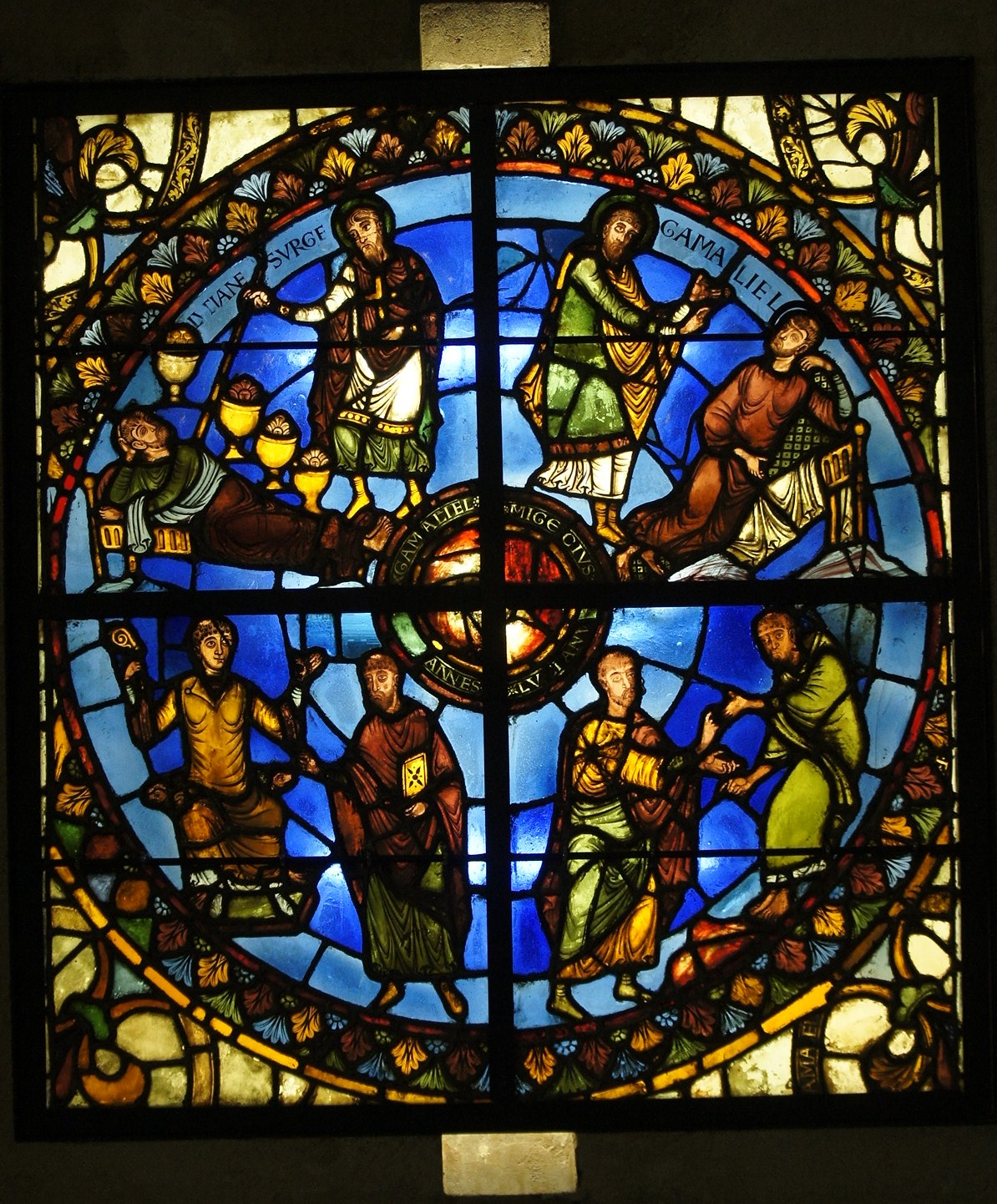
Katedrála, příběh sv. Štěpána (kolem 1150)
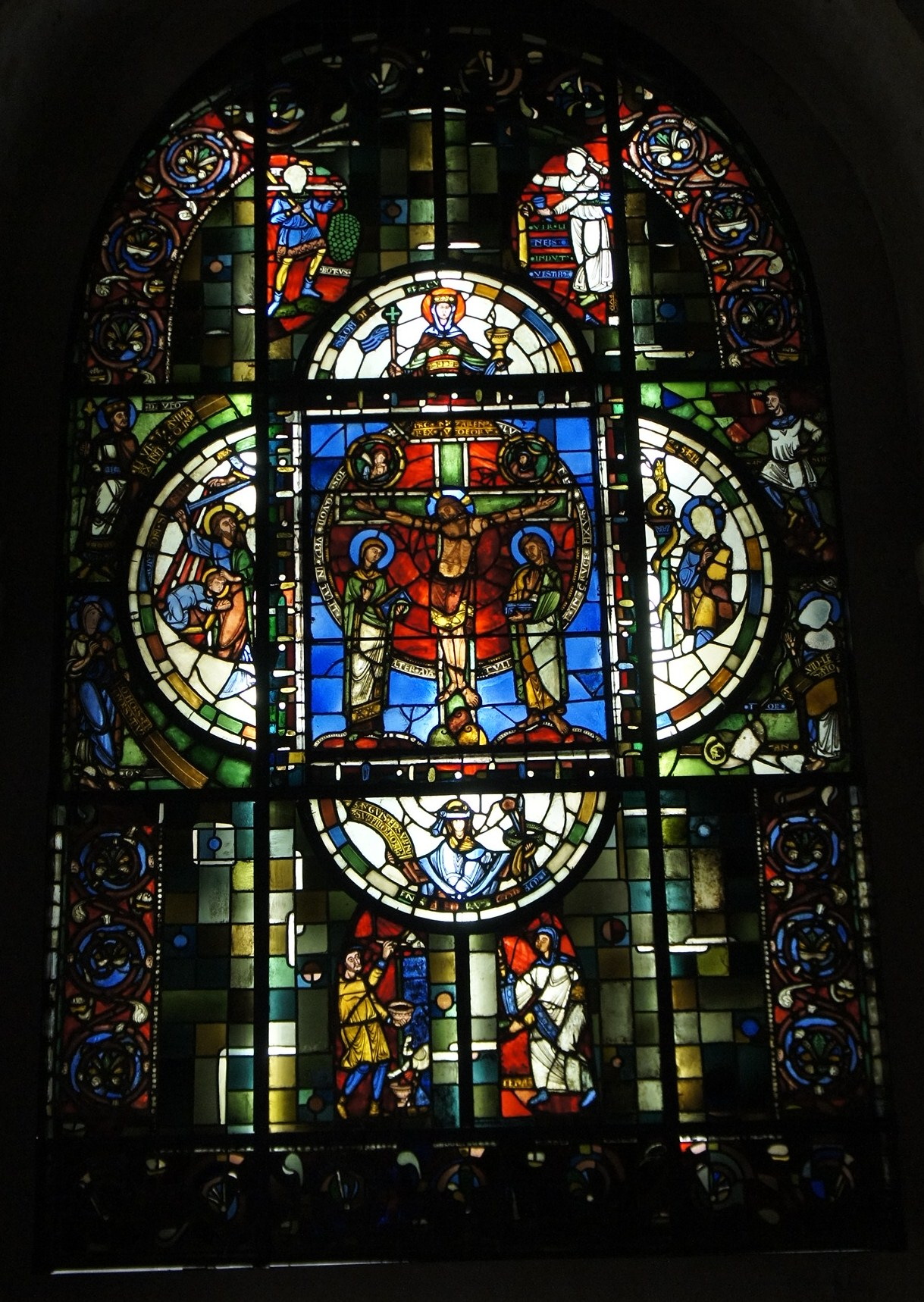
Katedrála, Ukřižování (1155)
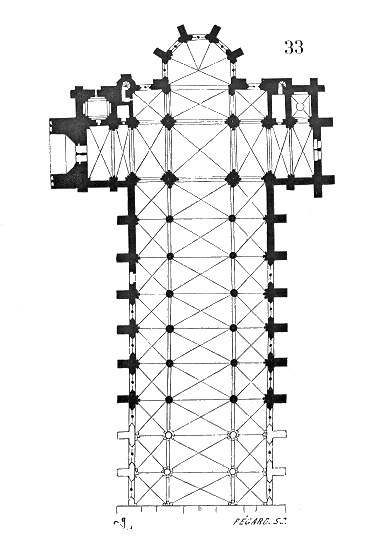

- Ke středověkým památkám patří ještě rozsáhlé sklepy, jejichž stáří je těžké určit.
- Protestantský kostel a synagoga z 19. století
- Městská tržnice z doby kolem 1900
- Cirkusová škola z roku 1899
- Zámek vinaře Jacquesona v novobarokním slohu podle plánů architekta Viollet le Duca

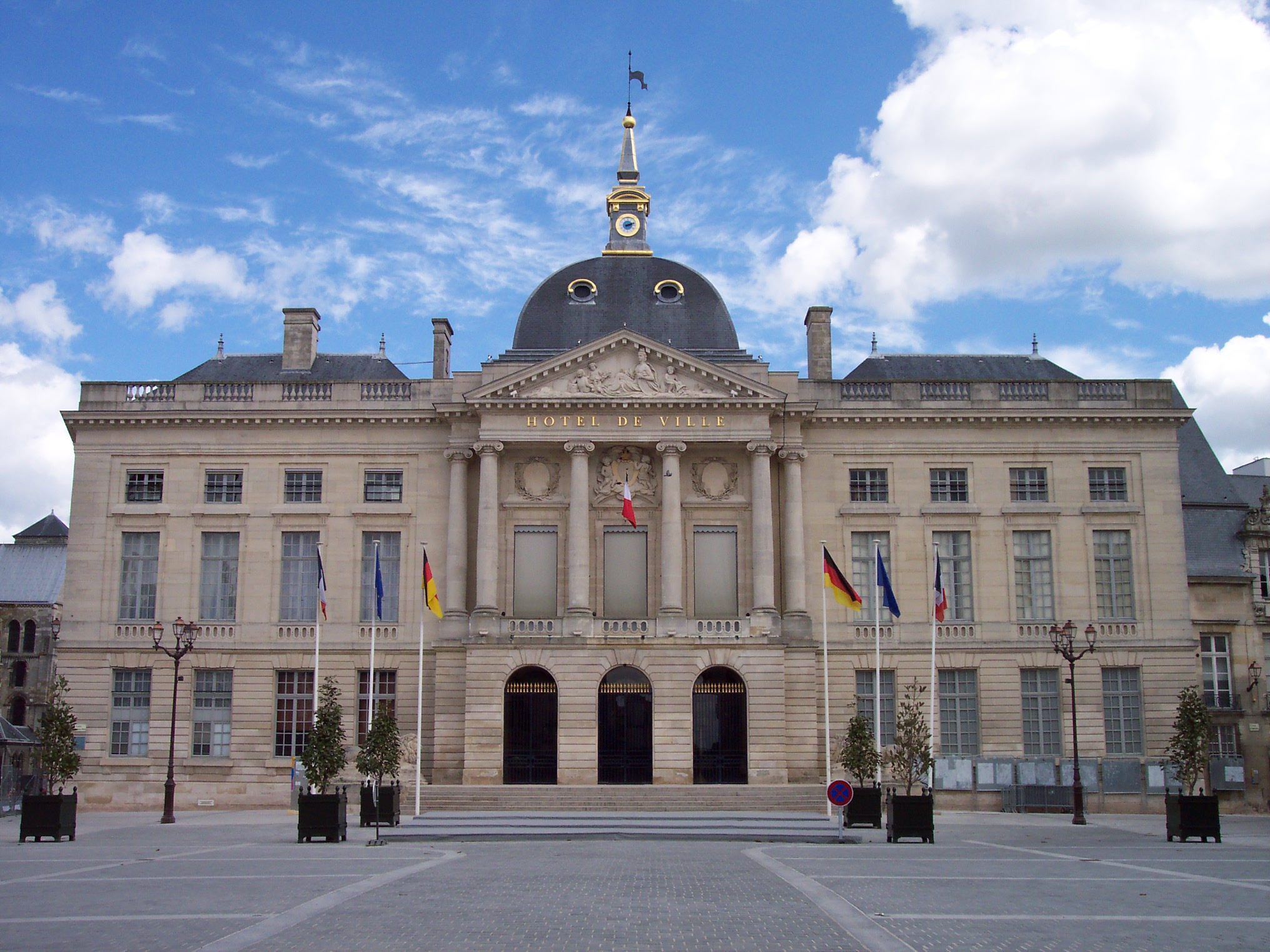
Radnice (19. stol.)
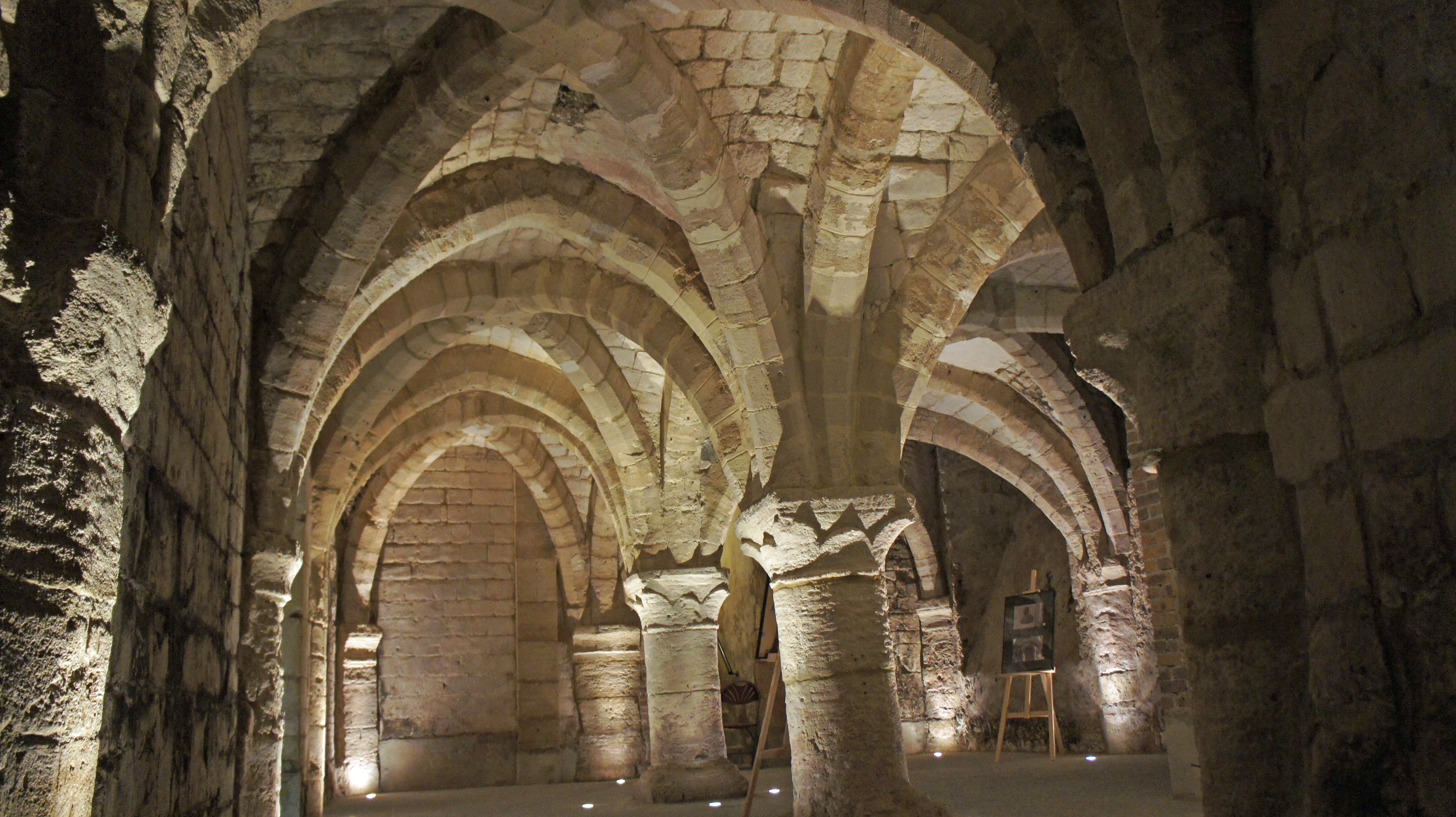
Středověké sklepy
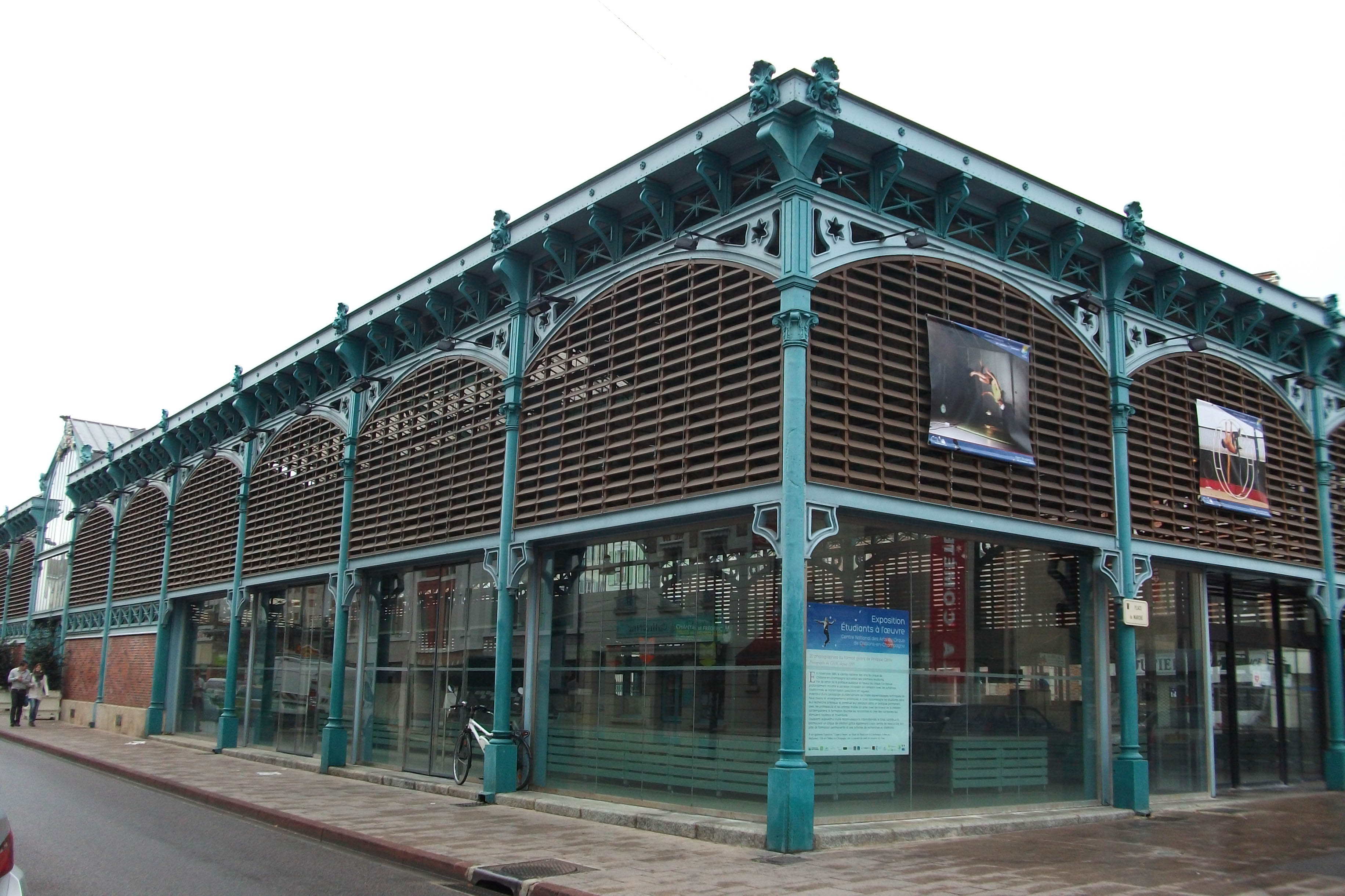
Tržnice
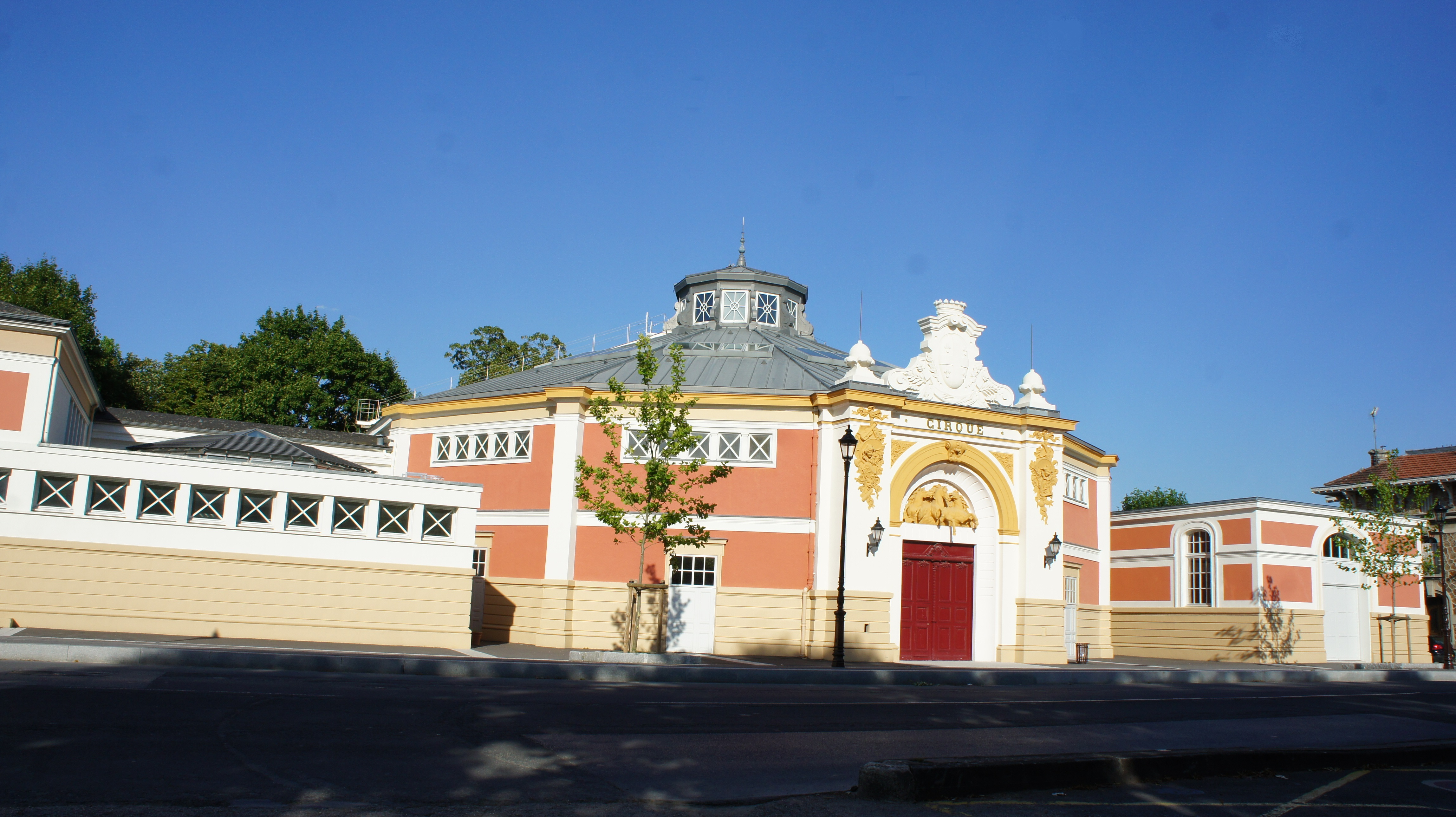
Cirkusová škola

## Osobnosti města
- Antoine de Chézy (1718–1798), hydrolog a autor Chézyho rovnice o rychlosti proudění
- Nicolas Appert (1749–1841), cukrář a vynálezce konzervování potravin sterilizací
- Adelbert von Chamisso (1781–1838), německý básník a botanik

## Partnerská města
- Bobo-Dioulasso, Burkina Faso
- Ilkeston, Velká Británie
- Mirabel, Kanada
- Neuss, Německo
- Razgrad, Bulharsko
- Wittenberge, Německo